# Jan Boeckhorst
Jan Boeckhorst noto anche come Johann Bockhorst, Johan Boekhorst, Johan Boeckhorst, Johann Boeckhorst, Boichorst, Bronckhorst, van Boeckhorst e con gli pseudonimi di Lange Jan, Langen Jan, Langhiano, Langian e Doctor Faustus (Münster, 1604 circa – Anversa, 21 aprile 1668) è stato un pittore tedesco naturalizzato fiammingo.

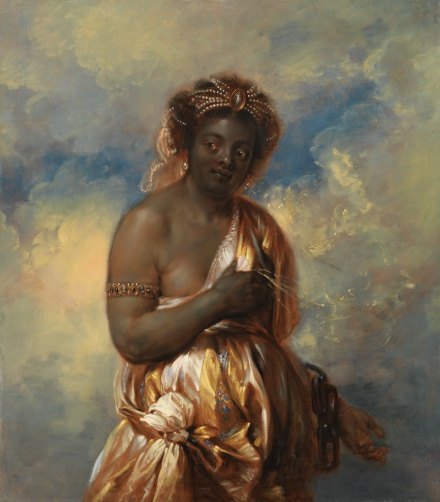
Allegoria dell'Africa

Fu un artista versatile che produsse pittura storica, scene di genere e ritratti, influenzato nello stile dai principali suoi contemporanei di Anversa, Peter Paul Rubens, Antoon van Dyck e Jacob Jordaens.

## Biografia
Nacque a Münster secondo di dodici figli. La sua famiglia apparteneva agli illustri cittadini di Münster (Honoratioren) e suo padre Heinrich fu anche sindaco di Münster. Divenne un canonico nell'ordine dei gesuiti all'età di 17 anni ed iniziò gli studi artistici intorno ai 22 anni.

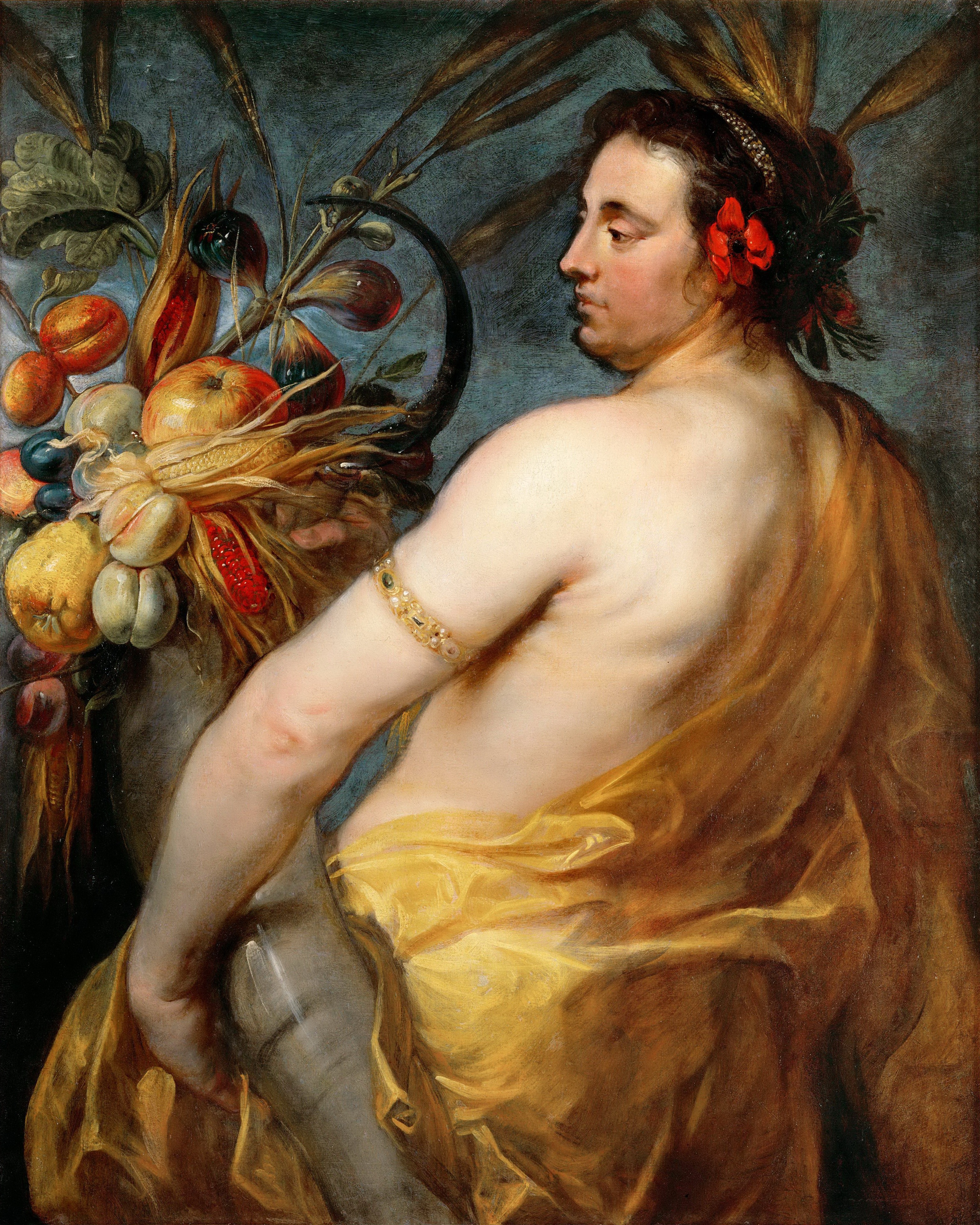
Cerere, allegoria dell'estate

Verso la metà degli anni 1620 si trasferì ad Anversa per studiare con Pieter Paul Rubens. Non ci sono prove certe che abbia effettivamente studiato con Rubens, solo una dichiarazione del nipote di Rubens, Philip, in tal senso. Tuttavia, una stretta relazione tra gli artisti durante gli anni 1630 è documentata. Probabilmente fu allievo, anche se brevemente, di Jordaens durante il soggiorno di Rubens a Londra alla fine degli anni 1620. Ad Anversa, era conosciuto come "Lange Jan" (Jan l'alto) a causa della sua alta statura.
Dal 1626 al 1635 lavorò a una commissione pagata dal devoto mercante Lodewijk de Roomer per completare 26 opere per una cappella nel monastero di Falcon nel centro di Anversa (o per la cappella di San Giuseppe nel convento, di Anversa, di Sant'Agostino). Queste opere per le quali collaborò con Jan Wildens sono ora andate perdute. Tra il 1627 e il 1632 probabilmente lavorò a stretto contatto con Antoon van Dyck che era in quel periodo ad Anversa dopo un lungo soggiorno all'estero. I due artisti collaborarono a singole opere d'arte, mentre Boeckhorst produsse anche copie da van Dyck.
Jan Boeckhorst divenne un maestro ad Anversa, nella Corporazione di San Luca nel 1633-1634. Fu collaboratore abituale di Rubens a metà degli anni 1630. In primo luogo lavorò sulle decorazioni per la Gioiosa Entrata (il cosiddetto Pompa Introitus) ad Anversa del nuovo governatore dei Paesi Bassi austriaci Cardinale Ferdinando d'Asburgo. Rubens era nel complesso responsabile di questo progetto. Per la Gioiosa Entrata Broeckhorst contribuì, con elementi architettonici, sull'Arco di Isabella e sulle figure di Securitas e Salus publica in collaborazione con Gerard Seghers e Jan Borchgraef.

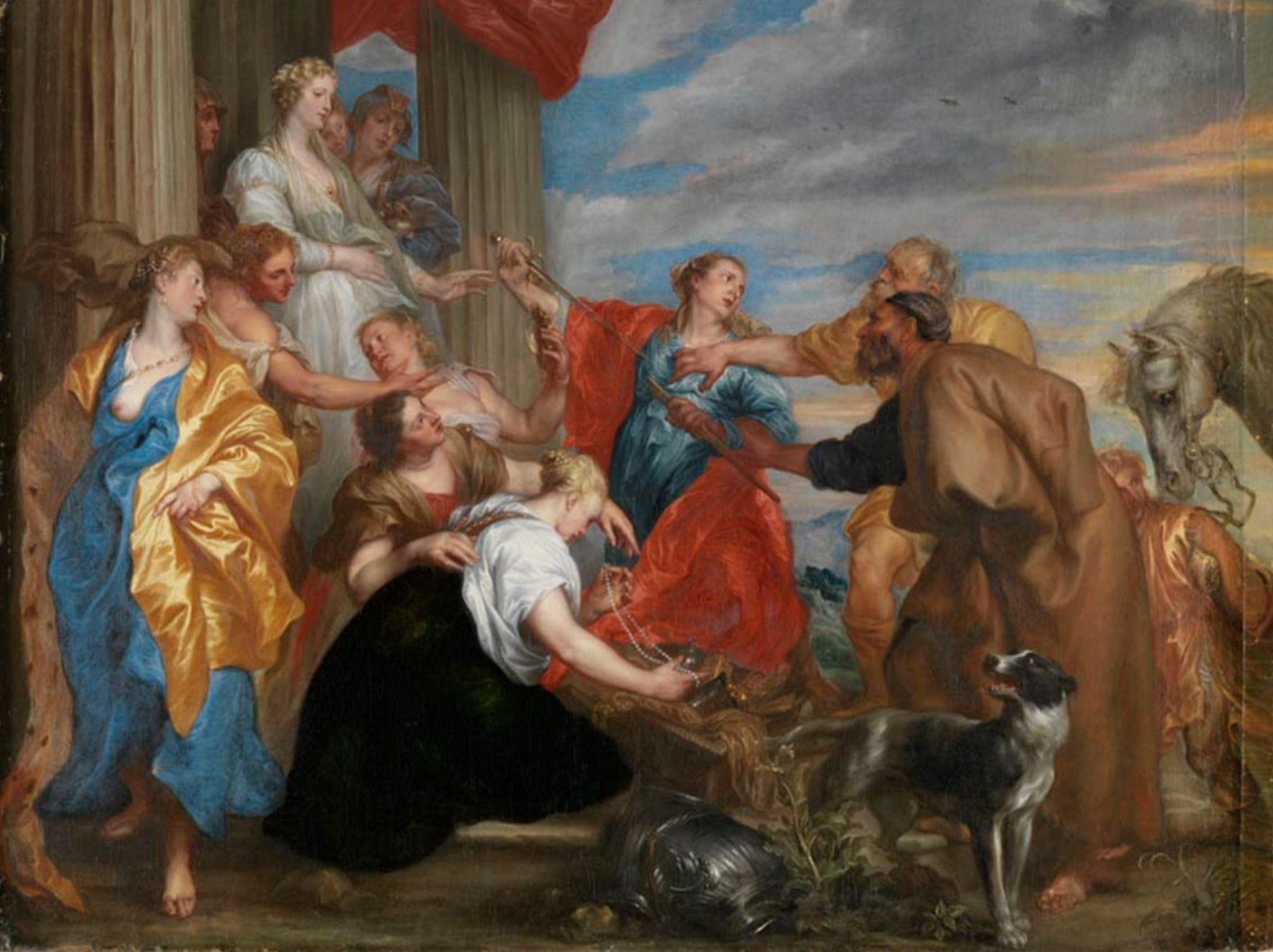
Achille tra le figlie di Licomede

Boeckhorst viaggiò in Italia nel 1635 e poi ritornò ad Anversa nel periodo 1636-1638 collaborando con il laboratorio di Rubens a una grande commissione per realizzare decorazioni mitologiche per il padiglione di caccia Torre de la Parada del re spagnolo  Filippo IV vicino a Madrid. Per questo progetto Jan Boeckhorst dipinse le decorazioni su schizzi ad olio di Rubens.
Nel 1639 viaggiò nuovamente in Italia dove risiedette a Roma ed entrò probabilmente a far parte della cerchia di artisti olandesi e fiamminghi conosciuti come Bentvueghels. Era consuetudine tra i Bentvuegel adottare un soprannome. Il soprannome di Boeckhorst fu probabilmente Doctor Faustus.
La data del suo ritorno ad Anversa non è nota con certezza e le stime variano dal 1639 al 1649. Si sa che completò alcune opere incompiute di Rubens dopo la morte dello stesso nel 1640. Dopo il suo ritorno ad Anversa ricevette numerose commissioni da istituzioni religiose nelle Fiandre, compresa la chiesa di San Giacomo a Bruges e la chiesa di San Michele e San Giacomo a Gand.
Morì il 21 aprile 1668 ad Anversa e venne tumulato nella chiesa di San Giacomo. La sua vasta collezione venne venduta, dopo la sua morte, in una vendita durata sei giorni e che raccolse la considerevole somma di 6.026 fiorini. La sua collezione includeva una serie completa dei primi disegni di Rubens.

## Opere

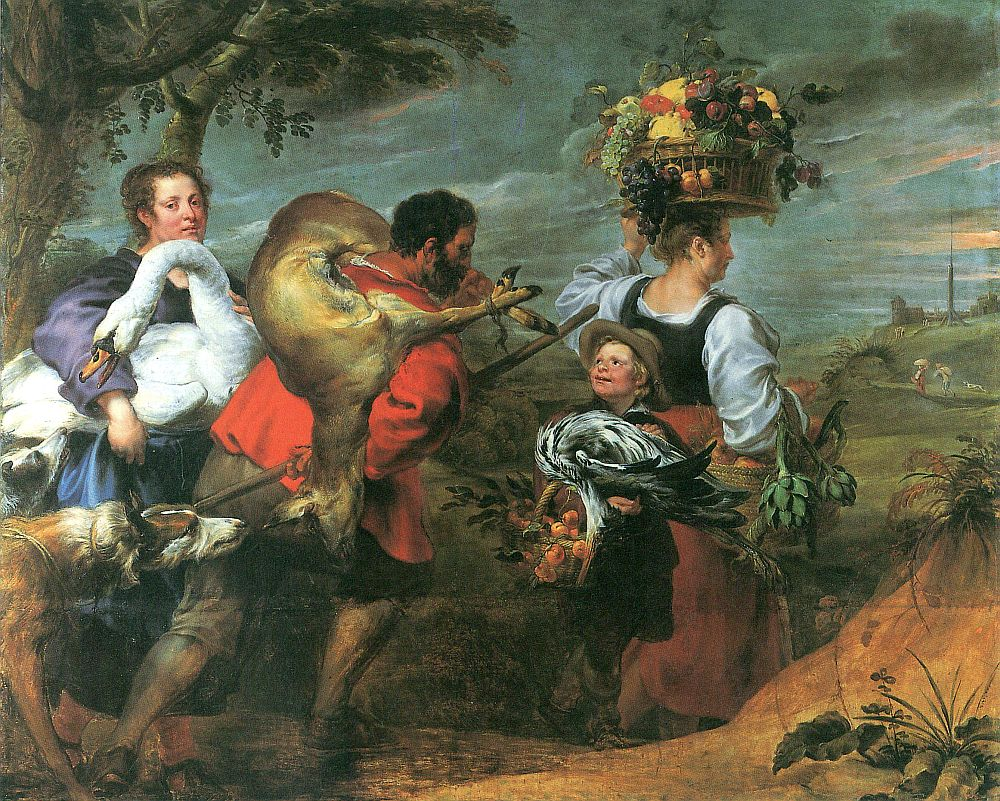
Contadini sulla strada per il mercato

Boeckhorst fu un pittore versatile che produsse dipinti storici su temi religiosi e mitologici, opere allegoriche, scene di genere e ritratti. Lavorò anche come disegnatore di cartoni per arazzi. È noto per aver disegnato otto arazzi sui miti di Apollo. Il Musée Mont-de-Piété di Bergues conserva otto disegni preliminari della serie di arazzi Apollo.
Realizzò disegni anche per gli editori di Anversa. Agli inizi degli anni 1650 fornì diversi progetti per Breviario romano e 9 bordi decorativi per il Missale Romanum, tutti poi incisi da Cornelius Galle il Giovane e pubblicati da Plantin ad Anversa.
Esistono solo tre dipinti firmati e datati (datati tra il 1646 e il 1660) e cinque, solo datati, dal 1659 al 1666. Il primo dipinto firmato, una Madonna col bambino e San Giovanni è datato 1646, circa 20 anni dopo il suo arrivo ad Anversa. A causa del numero limitato di dipinti firmati, è stato difficile attribuire certe opere a Boeckhorst con certezza e alcune attribuzioni sono state contestate dagli storici dell'arte.

### Collaborazioni

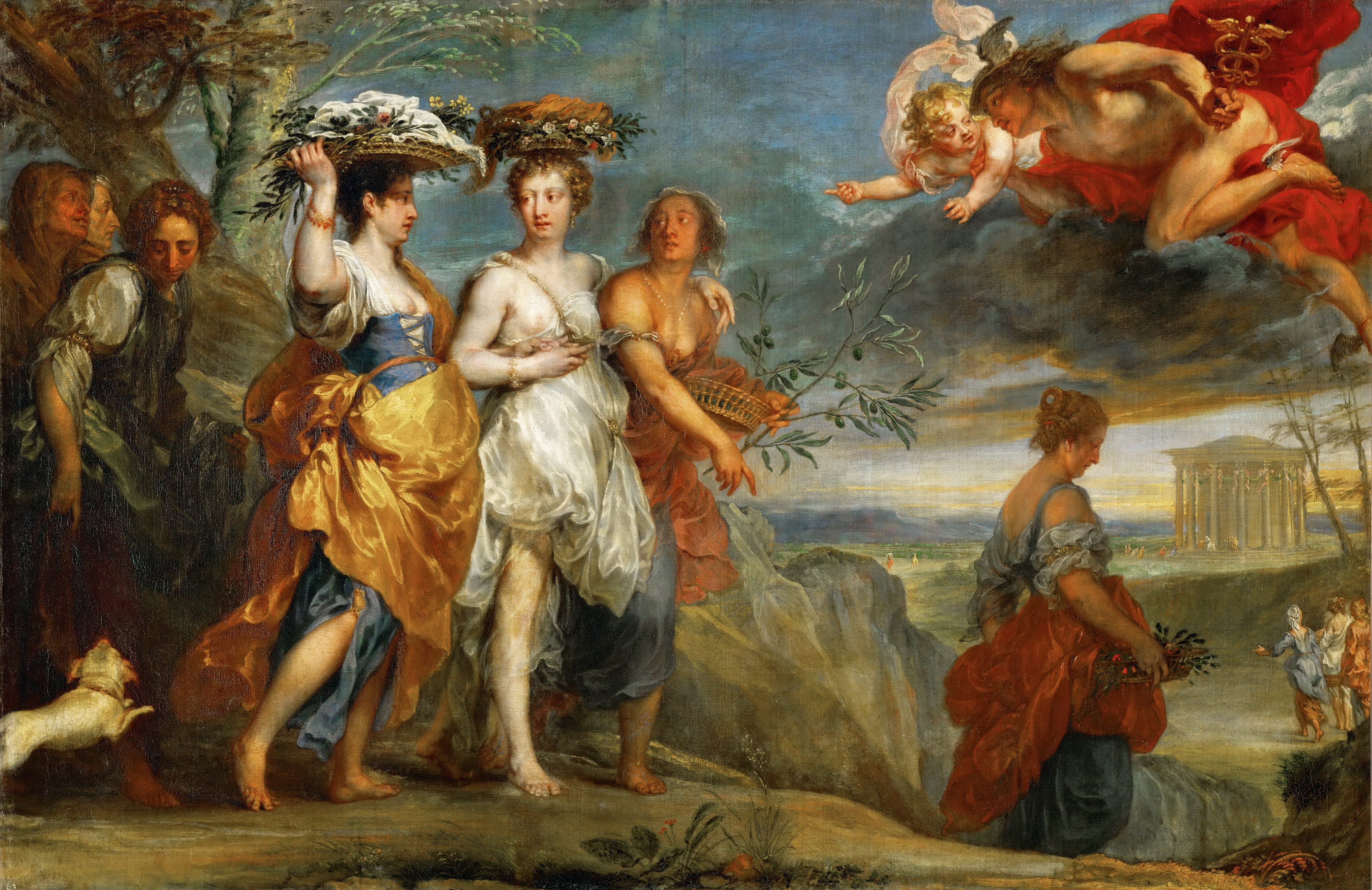
Mercurio vede Herse

Com'era pratica comune tra i pittori di Anversa, Boeckhorst spesso collaborò come pittore di figure su composizioni con i paesaggisti Jan Wildens e Jan Bruegel il Giovane e pittori di nature morte come Frans Snyders. Un esempio è Contadini sulla strada del mercato (Rubenshuis, Anversa) nel quale collaborò con Frans Snyders. Questa scena di genere, che anche una allegoria dei quattro elementi, è un'opera monumentale alta 217.5 cm e larga 272.5 cm. L'opera mostra le influenze della pittura di genere di Jordaens.
Boeckhorst potrebbe aver collaborato a dipinti devozionali ghirlande. I dipinti a ghirlanda sono uno speciale tipo di natura morta sviluppata ad Anversa da Jan Brueghel il Vecchio in collaborazione con il cardinale italiano Federico Borromeo all'inizio del XVII secolo. Il genere inizialmente era collegato all'immagine visiva del movimento della Controriforma e implicava, quasi sempre, una collaborazione tra un pittore di figure e un pittore di nature morte. Nessuna collaborazione al genere ghirlande gli è stata riconosciuta con certezza..
Si ritiene che Boeckhorst abbia apportato modifiche alle opere di Rubens. Lo fece con un tronie dipinto da Rubens intorno al 1613 chiamato Re David suona l'arpa (Städelsches Kunstinstitut, Francoforte sul Meno). Il secondo tronie di Rubens del c. 1616/17, var Boeckhorst lo trasformò intorno al 1640/41 Testa di un uomo barbuto di profilo con in mano una figura di bronzo (Christie’s, Londra, 2 luglio 2013, lotto 30). Probabilmente ingrandì Ascesa dei beati di Rubens, su richiesta di Jan Wildens, allo scopo di trovare un contraltare a Caduta dei dannati allora nella sua collezione. Alla fine degli anni 1630 le collaborazioni dovrebbero essere terminate.

### Ritratti

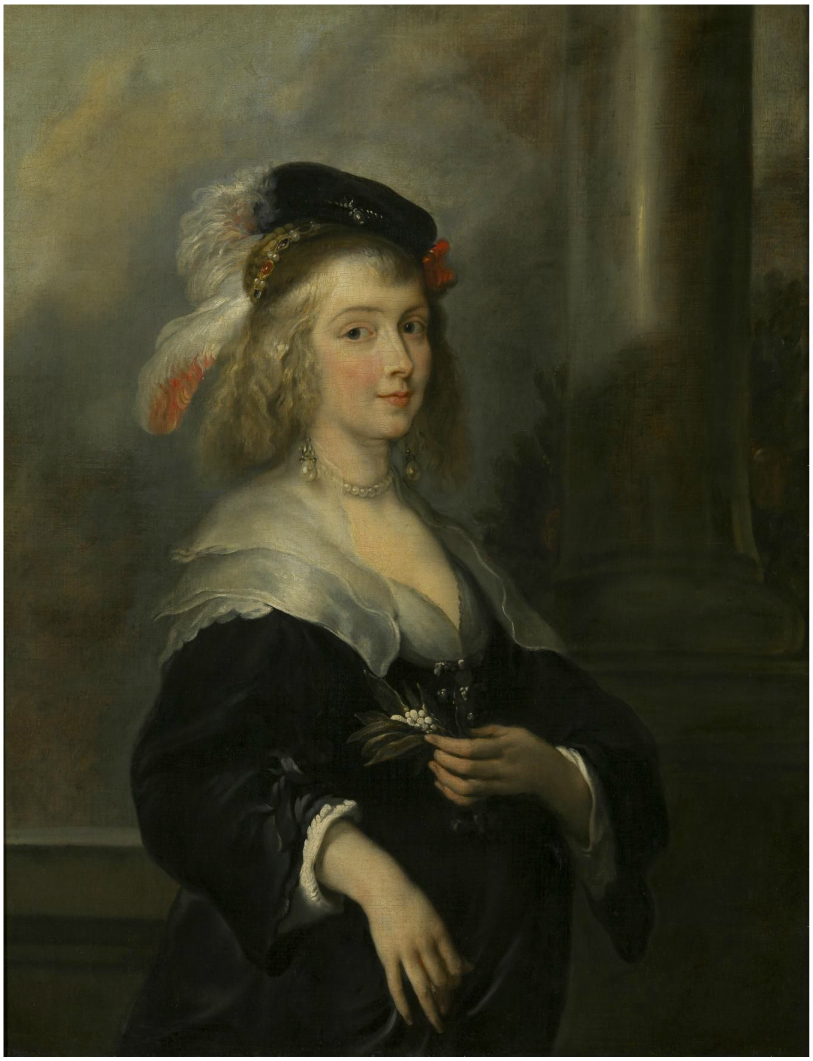
Helena Fourment

I suoi ritratti sono influenzati da Antoon van Dyck e Cornelis de Vos, i due principali ritrattisti della prima metà del XVII secolo. Occasionalmente realizzò ritratti di gruppo, alcuni dei quali come Ritratto di una famiglia (Alte Pinakothek, Monaco di Baviera), sono nello stile di Cornelis de Vos ma con maggior vivacità spontanietà.
Centrale nei ritratti di gruppo è l'enfasi sulla virtù dei forti legami familiari, la cosiddetta Concordia familiae. Boeckhorst era abile nel dipingere i suoi modelli in modo spontaneo e vivace. I suoi ritratti sono di carattere informale. Usava anche i drappeggi sullo sfondo, che a imitazione di Jordaens erano rappresentati in modo molto vivido.

### Ultime opere
Nelle ultime opere degli anni 1650 e 1660 sono presenti numerose pale d'Altare per chiese in tutte le Fiandre e cartoni per arazzi. L'espressività delle figure alla van Dyck e l'uso dei colori, come in "Ulisse scopre Achille vestito da ragazza" (Alte Pinakothek, Monaco di Baviera), si notano anche nelle opere di questo periodo.